# Vollwichs

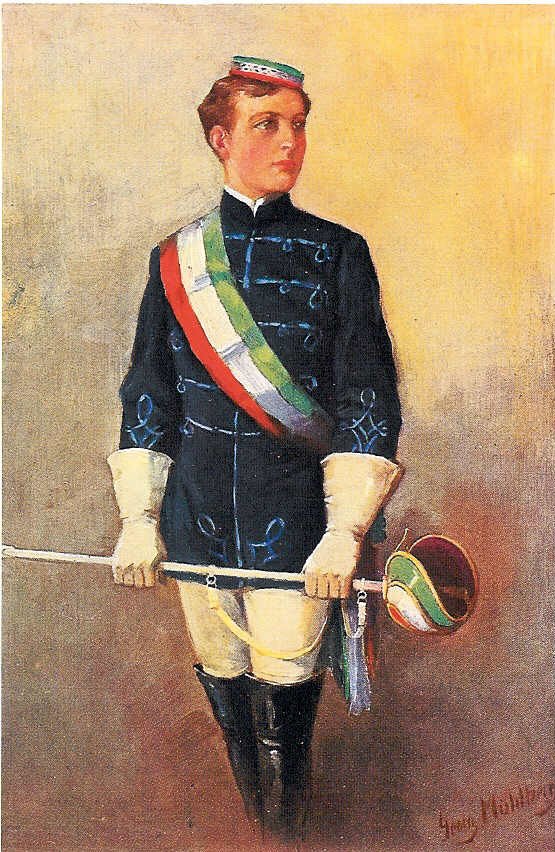
Vollwichs - Georg Mühlberg 'Zum ersten Mal in Wichs' (1900)

Een Vollwichs is een historisch militair uniform dat door officiële vertegenwoordigers van een studentenvereniging naar Duitse traditie wordt gedragen ter gelegenheid van een plechtige gebeurtenis. Bijvoorbeeld een Kneipe (cantus), huwelijks- of begrafenisplechtigheid van een lid van de vereniging, en dergelijke meer.
De Vollwichs bestaat traditioneel uit volgende elementen:
- witte rijbroek
- zwarte leren kaplaarzen
- sporen
- wit hemd met das of strikje
- traditionele militaire uniformjas (Pekesche) in de hoofdkleur van de studentenvereniging of in het zwart, versierd met knopen en koord in de bijkleuren van de studentenvereniging of opnieuw in het zwart, naar historisch Hongaars model
- tricolore sjerp in de kleuren van de vereniging met zilveren of gouden schouderlapel en afgewerkt met zilveren of gouden biezen (Schärpe)
- driekleurig lint van de studentenvereniging
- traditionele studentensabel (Schläger) met schede (Scheide) en draagriem (Gehäng)
- witte leren kaphandschoenen
- een stijf bierpetje, versierd met eikenloof of wijnloof in goud of zilver en voorzien van het monogram (Zirkel) van de studentenvereniging (Cerevis)

Tijdens het dragen van een Vollwichs vertegenwoordigt men de vereniging op plechtige wijze.  Daarom worden ook geen persoonlijke zaken op de Vollwichs gedragen, zoals een Zipfelbund.  De Vollwichs wordt enkel gedragen door leden van de studentenvereniging en tijdens de eigenlijke plechtigheid, waarvoor ze wordt aangedaan.  Na afloop van deze activiteit kleedt men zich om.  Het dragen van een zogenoemde Halbwichs, een Vollwichs die geopend gedragen wordt en ontdaan van zijn handschoenen, sjerp, stijf bierpetje en studentensabel is zeer onpassend, doch mag niet worden verward met de zogenaamde Kneipjacke ofte cantusjasje (in Vlaanderen alleen gedragen door Corps Flaminea).  Volgens de traditionele comment-regel moet een dergelijke Kneipjacke gesloten gedragen worden door een schacht, met het lint erover gedragen, en mag de Kneipjacke door ouderejaars of oud-leden open, af half gesloten gedragen worden, met het lint eronder. 
In België worden vele elementen teruggevonden in kleurdragende, studentikoze verenigingen, soms ook in combinatie met Franstalige tradities. Een volledige Vollwichs wordt aan de Katholieke Universiteit Leuven gedragen door K.A.V. Lovania Leuven.  Corps Flaminea draagt geen Vollwichs, maar wel Kneipjacke.